# سكوت هنري (لاعب غولف)
سكوت هنري (بالإنجليزية: Scott Henry)‏ هو لاعب غولف بريطاني، ولد في 20 يناير 1987 في غلاسكو في المملكة المتحدة.

## وصلات خارجية
- سكوت هنري على موقع رابطة أوروبا للاعبي الغولف المحترفين (الإنجليزية)
- سكوت هنري على موقع التصنيف العالمي الرسمي للغولف (الإنجليزية)